# 휴저왕
휴저왕(休屠王)은 흉노 이치사 선우 때의 번왕이다.
반고(班固)가 쓴 《한서(漢書)》 권68의 곽광김일제전(霍光金日磾傳)에 따르면, 휴저왕은 번왕, 즉 제후 겸 장군이었다. 이치사 선우는 휴저왕과 혼야왕이 한나라와 전쟁에서 계속 패배하자 이들을 소환하여 사형으로 그 죄를 물으려 하였다. 이에 혼야왕은 휴저왕을 설득하여 한나라에 투항하려 하였으나, 휴저왕이 결정을 하지 못하고 머뭇거리자, 휴저왕을 살해하고 곽거병에게 투항하였다. 이 때 휴저왕의 부인인 알지(閼氏)와 장남 일제, 차남 윤이 한나라에 포로로 잡혀갔다.
휴저왕은 금인(金人)을 가지고 하늘에 제사를 지냈는데, 이 일에서 비롯하여 자신의 장남인 김일제가 한나라 무제로부터 김(金)씨의 성을 하사받았다.

## 가족관계
- 장남 : 김일제(金日磾)
- 차남 : 김윤(金胤)

1. ↑  도(屠) 자의 발음은 저(儲)로 읽는다"(屠音儲), 한서(漢書) 안사고주(顏師古註)